# Marisol Romero
Marisol Romero (ur. 26 listopada 1983 w Meksyku) – meksykańska lekkoatletka specjalizująca się w biegach długich. 
Złota medalistka igrzysk Ameryki Środkowej i Karaibów w biegu maratońskim (2010). W 2011 na mistrzostwach Ameryki Środkowej i Karaibów wygrała bieg na 5000 metrów, a podczas igrzysk panamerykańskich zwyciężyła w biegach na 5000 i 10 000 metrów. W 2013 obroniła złoto na dystansie 5000 metrów podczas mistrzostw Ameryki Środkowej i Karaibów.
Trzykrotnie – w 2009, 2010 i 2012 – startowała w mistrzostwach świata w półmaratonie.
W 2012 zajęła 46. miejsce w maratonie podczas igrzysk olimpijskich w Londynie.
Złota medalistka mistrzostw kraju.
Rekordy życiowe: bieg na 5000 metrów – 15:27,94 (2011); bieg na 10 000 metrów – 31:46,43 (2013).